# Carsten Werge

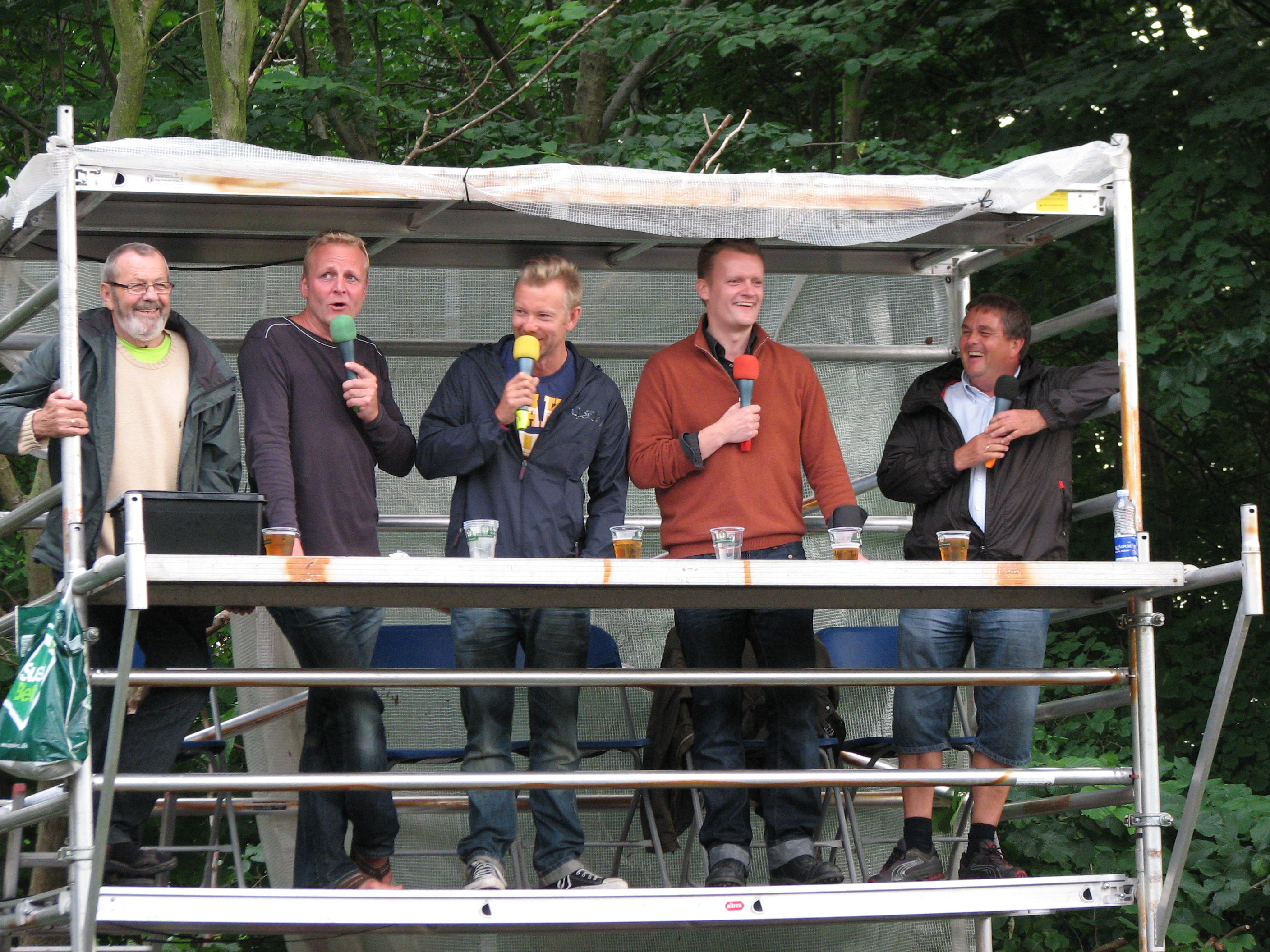
Carsten Werge (rechts außen)

Carsten Werge (* 26. Februar 1959 in Frederiksberg) ist ein dänischer Sportjournalist und Reporter. Er arbeitet beim dänischen Fernsehsender TV3.

## Reporterkarriere
Bei TV3 arbeitet er als Kommentator bei Sportsendungen. Er kommentiert u. a. Spiele der dänischen Fußballnationalmannschaft, oft zusammen mit dem ehemaligen dänischen Fußballer Per Frimann.